# Al-Muhtadi
Abū Isḥāq Muḥammad ibn Hārūn ibn Muḥammad ibn Hārūn al-Muhtadī bi-ʾLlāh (arab. ‏أبو إسحاق محمد بن هارون الواثق‎), znany lepiej pod tytułem królewskim al-Muhtadī bi-ʾLlāh (arab. ‏المهتدي بالله‎, Prowadzony przez Boga; ur. 833 w Bagdadzie, zm. 21 czerwca 870 w Samarze) – czternasty kalif Abbasydów.

## Historia
Al-Muhtadi był uważany za człowieka pobożnego i został intronizowany jako kalif przez zabójców Al-Mu’tazza (866–869). Wbrew oczekiwaniom nie działał w roli marionetki tureckich strażników, lecz starał się wykorzystać rywalizację pomiędzy ich oficerami. Ponieważ jednak nie miał władzy w Samarze, został zamordowany 21 czerwca 870 roku. Ostatecznym impulsem było prawdopodobnie to, że otoczył się wojskowymi nietureckimi, w tym Maghāribą i Farāghiną, które zostały szybko wyeliminowane przez wojska tureckie. Bez ochrony kalif uciekł na ulice Samarry, gdzie został aresztowany i natychmiast stracony.

## Życie prywatne
Ojcem Al-Muhtadiego był jeden z poprzednich kalifów Al-Wasik. Matką przyszłego kalifa była rzymska niewolniczka, Qurba.